# Amiyah Scott
Amiyah Scott (Nueva York, 11 de enero de 1988) es una modelo, actriz, autora y bailarina estadounidense. Es conocida por su presencia en aplicaciones de redes sociales como Instagram, por ser una fija en la comunidad LGBT y por su papel de Cotton en la serie de televisión de Fox Star (2016-2019). También apareció en la octava temporada de The Real Housewives of Atlanta.

## Primeros años
Amiyah Scott nació en Manhattan en enero de 1988 y se crio en Nueva Orleans (Luisiana). Sufrió bullying durante la adolescencia. A los 15 años, Scott se sometió a una transición parcial de hombre a mujer, y a los 17 años, a una transición completa. En ese momento, se mudó de la casa de sus padres y exploró oportunidades de emprendimiento. Desde su juventud, ha sido un miembro muy respetado de la comunidad LGBT.

## Carrera profesional

### Actuación
Scott se convirtió en una celebridad de Internet cuando se subieron a YouTube vídeos suyos actuando en salones de baile. Luego se hizo "Insta-famosa" tras la publicación de una foto del antes y el después que contrastaba su yo de joven, estilizada como hombre, y su yo actual, la mujer autorrealizada.
En 2015, se anunció que Scott se había incorporado al reparto de The Real Housewives of Atlanta para su octava temporada; fue la primera mujer transgénero en formar parte del reparto de la franquicia Real Housewives. Más tarde, Scott abandonó el programa, declarando que se sentía ofendida por la forma en que los productores querían que se comportara, lo que, en su opinión, habría supuesto una explotación de su identidad trans. Los productores de Bravo afirmaron más tarde que la razón por la que Scott ya no estaba en el programa era porque su identidad transgénero "no era suficiente para hacerla interesante".
Poco después de su salida de Amas de casa, Scott fue elegida por Lee Daniels para la serie Star, convirtiéndose en el primer papel actoral de Scott. Protagonizó la serie de 2016 a 2019, durante tres temporadas.

### Otras actividades
Activismo
Como una de las primeras mujeres trans de color en la televisión, ha sido una figura impactante para muchos. Además de actuar, Scott es una oradora motivacional y activista con el objetivo de dar voz a las mujeres transgénero. Sus presentaciones se centran en los temas del acoso, la autoestima y la autoaceptación. En un acto celebrado en Atlanta y organizado por la Asociación de Gays y Lesbianas contra la Difamación (GLAAD), la presidenta de GLAAD, Sarah Kate Ellis, dijo que "Amiyah Scott es una actriz de talento y una brillante defensora que utiliza su voz para elevar a las mujeres transgénero de color y educar a los aficionados de todo el mundo sobre las personas y los problemas de los transgéneros. En un momento en el que la visibilidad del colectivo LGBTQ en el Sur es fundamental para hacer avanzar a nuestra comunidad, estamos orgullosos de apoyar a mujeres como Amiyah para promover mensajes de amor y aceptación". Además, Scott también es vocal con la política. Por ejemplo, criticó algunas de las políticas de la administración Trump junto con otros activistas de la comunidad transgénero como Laverne Cox y Janet Mock.
Libros
Scott publicó su primer libro, unas memorias llamadas Memoirs of a Mermaid, el 31 de marzo de 2019.
Cosmética
Scott tiene una línea de belleza, Amiyah Beauty, con RivalWorld. Su primer producto es un brillo de labios.